# الهربس البشري 7
الهربس البشري 7 (بالإنجليزية: Human herpesvirus 7)‏اختصاراً(HHV7).هو واحد من ثمانية أعضاء من عائلة معروفة من فيروسات هربسية، المعروف أيضا باسم فيروس الهربس البشري 7. هو عضو في مجموعة فيروسات الهربس بطيئة التكاثر (بالإنجليزية: Betaherpesviridae)‏، وهي فصيلة من فيروسات هربسية التي تضم أيضاالهربس البشري6 HHV-6 والفيروس المضخم للخلايا (HHV-5 أو HCMV). ] ويرتبط الهربس البشري 7 مع الهربس البشري 6 . تم عزل الهربس البشري 7 للمرة الأولى في عام 1990 من خلايا CD4 + T المأخوذة من الخلايا الليمفاوية في الدم المحيطي.

## الأعراض
كلا من الهربس البشري 7 و الهربس البشري 6، وكذلك الفيروسات الأخرى المنتمية لنفس العائلة، يمكن أن تسبب حالة في الجلد عند الرضع والمعروفة باسم طفح ظاهر فجائي، على الرغم من أن الهربس البشري 7 يسبب أمراض وعدوى أقل كثيرا من الهربس البشري 6  لكنه يؤدي أو يرتبط مع عدد من الأعراض الأخرى، بما في ذلك مرض حاد الحموية في الجهاز التنفسي والحمى والطفح الجلدي والقيء والإسهال، والتهم اللمفاويات تكون منخفضة، وتشنج حموي،, على الرغم أنه في معظم الأحيان قد لا تظهر أعراض بدائية على الإطلاق.
هناك دلائل تشير إلى أن الهربس البشري 7 يمكن أن يسهم في تطوير متلازمة الأدوية التي تدخل في عالاج فرط الحساسية ، hemiconvulsion-hemiplegia-epilepsy syndrome, متلازمة اختلاج شقي-فالج الصرع، عدوى التهاب الكبد،.، النخالية الوردية، وتنشيط الهربس البشري 4 ( HHV-4)، مما يؤدي إلى التسبب في «مرض كثرة الوحيدات العدوائية».

## وصلات خارجية
http://jid.oxfordjournals.org/content/193/8/1063.long
http://www.ncbi.nlm.nih.gov/pubmed/9380475
http://www.ncbi.nlm.nih.gov/pubmed/12069636